# كاثرين دنهام
كاثرين ماري دنهام (بالإنجليزية: Katherine Mary Dunham، معروفة أيضًا باسم: كاي دون، بالإنجليزية: Kaye Dunn، 22 يونيو 1909 – 21 مايو 2006) كانت راقصة ومصممة رقصات وكاتبة ومربية وعالمة أنثروبولوجيا وناشطة اجتماعية من الأمريكيين الأفارقة. تُعتبر مسيرتها المهنية في الرقص من أنجح المسيرات في المسرح الأمريكي الإفريقي والأوروبي خلال القرن العشرين، وقد أدارت شركة الرقص الخاصة بها لسنوات عديدة. أطلِق عليها لقب «ربة أسرة الرقص الأسود وملكته الأم».
خلال دراستها في جامعة شيكاغو، كانت دنهام تؤدي عروضًا راقصة أيضًا وتدير مدرسة رقص. وإذ حازت على زمالة، ذهبت إلى منطقة الكاريبي لتدرس الرقص وعلم وصف الأعراق البشرية. ثم عادت في ما بعد لتتخرج وقدمت أطروحة ماجستير في علم الإنسان، غير أنها لم تكمل بقية متطلبات هذه الشهادة، وأدركت أن دافعها المهني هو الأداء المسرحي.
في أوج مسيرتها المهنية خلال أربعينيات وخمسينيات القرن العشرين، ذاع صيت دنهام في أنحاء أوروبا وأمريكا اللاتينية وحظيت بشعبية واسعة في الولايات المتحدة، ووصفتها صحيفة واشنطن بوست بـ«الراقصة كاثرين العظيمة». طوال 30 عامًا تقريبًا، حافظت على عمل شركة كاثرين دنهام للرقص، التي كانت فرقة الرقص السوداء الأمريكية الإفريقية ذات الدعم الذاتي الوحيدة آنذاك. وخلال مسيرتها الطويلة، صممت أكثر من 90 رقصة فردية. كانت دنهام محدِثة في الرقص الأمريكي الإفريقي المعاصر ورائدة في ميدان أنثروبولوجيا (أو وصف أعراق) الرقص. طورت أسلوب دنهام الفني، وهو طريقة حركية لدعم أعمالها الراقصة. 

## نشأتها
وُلدت كاثرين ماري دنهام في 22 يونيو 1909، في إحدى مستشفيات شيكاغو، ثم نُقلت وهي رضيعة حديثة الولادة إلى منزل والديها في غلن إلين، إلينوي، على بعد نحو 25 ميلًا غرب شيكاغو. كان والدها، ألبرت ميلارد دنهام، سليل عبيد من غرب إفريقيا ومدغشقر. أما والدتها، فاني جون دنهام (اسمها العائلي قبل الزواج: تايلر)، التي كانت من نسب كندي فرنسي، فقد توفيت حين بلغت دنهام عامها الثالث. كان لديها شقيق أكبر، ألبرت الابن، ربطتها به علاقة مقربة. عقب زواج والدها من جديد بعد بضع سنوات، انتقلت العائلة إلى حي أغلب سكانه من البيض في جوليت، إلينوي، وأدار والدها هناك مصبغة ملابس.
برز اهتمام دنهام في كل من الكتابة والرقص منذ سن صغيرة. ففي عام 1921، نُشرت قصة قصيرة كتبتها حين كانت في الثانية عشرة من عمرها، بعنوان «عُد إلى أريزونا» (بالإنجليزية: Come Back to Arizona)، ضمن الجزء الثاني من في مجلة ذا براونيز بوك (بالإنجليزية: The Brownies' Book).
تخرجت في ثانوية جوليت سنترال عام 1928، حيث كانت تمارس البيسبول والتنس وكرة السلة والعدو، وتشغل منصب نائب رئيس نادي اللغة الفرنسية، وتنتمي إلى أفراد طاقم كتاب العام. في المدرسة الثانوية، انضمت إلى نادي الرقص وبدأت تتعلم نوعًا من الرقص المعاصر المبني على أفكار الأوروبيَين إميل جاك دالكروز ورودولف فون لابان. في الخامسة عشرة من عمرها، تولت تنظيم «بلو مون كافيه»، وهو ملهى أقيم بهدف جمع التبرعات لكنيسة براون الميثودية في جوليت، حيث أدت عرضها الأول على الملأ. خلال دراستها الثانوية، افتتحت مدرسة رقص خاصة للأطفال السود. 

## مسيرتها الأكاديمية في علم الإنسان
بعد إتمام دراستها في كلية جوليت جونيور، انتقلت دنهام إلى شيكاغو لتنضم إلى أخيها ألبرت، الذي كان يرتاد جامعة شيكاغو بصفة طالب فلسفة. وهناك علمت، في إحدى محاضرات بروفيسور علم الإنسان روبرت ردفيلد، أن معظم الثقافة السوداء في أمريكا الحديثة كانت قد بدأت في إفريقيا، فقررت أن تختص في علم الإنسان وتدرس الرقص لدى الشتات الإفريقي. إلى جانب ردفيلد، درست على يد علماء إنسان مثل أ. ر. رادكليف براون وإدوارد سابير وبرونيسلاف مالينوفسكي، وأظهرت في ظل إرشادهم أداءً مبشرًا في دراستها الإثنوغرافية للرقص.
في عام 1935، حصلت دنهام على زمالات سفر من مؤسستي جوليوس روزنوالد وغاغنهايم لإجراء دراسة إثنوغرافية على أساليب الرقص في منطقة الكاريبي، ولا سيما ضمن ممارسات الفودو في هايتي. وأجرت زميلتها طالبة علم الإنسان زورا نيل هيرستون أيضًا أعمالًا ميدانية في منطقة الكاريبي. وإضافةً إلى ذلك، تلقت دنهام منحة للعمل مع البروفيسور ميلفيل هيرسكوفيتس من جامعة نورث وسترن، الذي شكلت أفكاره حول الحفاظ على الثقافة الإفريقية وسط الأمريكيين الأفارقة أساسًا لأبحاثها في منطقة الكاريبي.
بدأ عملها الميداني ضمن منطقة الكاريبي في جمايكا، حيث سكنت عدة أشهر في قرية أكومبونغ التي يقطنها شعب المارون في أعماق جبال منطقة كوكبيت كاونتري. (وقد كتبت في ما بعد رحلة إلى أكومبونغ، بالإنجليزية: Journey to Accompong، وهو كتاب يصف التجارب التي مرت بها هناك). بعد ذلك سافرت إلى مارتينيك وترينيداد وتوباغو، وأقامت فترات قصيرة في كل منها، هادفةً بشكل أساسي إلى إجراء تحقيق حول شانغو، الإله الإفريقي الذي كان ما يزال يُعتبر ذا حضور هام ضمن ثقافة الهند الغربية الدينية. وفي وقت مبكر من عام 1936، وصلت إلى هايتي حيث مكثت لعدة أشهر، وكانت تلك إقامتها الأولى بين عدة إقامات مطولة في تلك الدولة خلال حياتها.
أثناء وجودها في هايتي، أجرت دنهام تحقيقًا حول طقوس الفودو ووضعت الكثير من الملاحظات البحثية الشاملة حولها، لا سيما حول حركات الرقص التي ينفذها المشاركون في الطقوس. وبعد سنوات، عقب دراسات ومبادرات واسعة، أصبحت كاهنة (مامبو) في ديانة الفودو. أقامت أيضًا العديد من الصداقات، كان من بينها صداقتها مع دومارسيه إيستيميه، الذي كان سياسيًا عالي المستوى آنذاك، وأصبح رئيس هايتي في عام 1949. وبعد فترة، أقدمت على مساعدته رغم ما شكّله ذلك من خطورة معتبرة على حياتها، حين تعرض للاضطهاد بسبب سياساته التقدمية ونُفي إلى جامايكا بعد قيام انقلاب.
عادت دنهام إلى شيكاغو في أواخر ربيع عام 1936. وحصلت في أغسطس على شهادة بكالوريوس في الفلسفة، وكان المجال الرئيسي لدراساتها هو علم الإنسان الاجتماعي. كانت واحدة من أوائل النساء الأمريكيات الإفريقيات اللاتي ارتدن هذه الكلية وحصّلن هذه الشهادات. وفي عام 1938، باستخدام مواد جمعتها خلال جولة بحثها في منطقة الكاريبي، تقدمت دنهام بأطروحةً، حملت عنوان: الرقصات في هايتي: دراسة حول الجانب المادي والتنظيم والشكل والوظيفة (بالإنجليزية: The Dances of Haiti: A Study of Their Material Aspect, Organization, Form, and Function)، إلى قسم علم الإنسان في جامعة شيكاغو متممةً متطلبات درجة الماجستير بشكل جزئي، غير أنها لم تكمل مقرر أعمالها أو تخضع للفحوص المطلوبة من أجل إتمام الشهادة. وإذ كانت قد كرست نفسها لأداء الرقص، إلى جانب بحوث علم الإنسان، أدركت أن عليها اختيار واحد منهما. ورغم المنحة الأخرى التي عُرضت على دنهام من مؤسسة روكفيلر من أجل متابعة دراساتها الأكاديمية، فقد اختارت الرقص، وتخلت عن دراساتها العليا متوجهةً إلى برودواي وهوليوود.

## التعليم
تعلمت في جامعة شيكاغو، وجامعة شيكاغو (–1936).

## جوائز
حصلت على جوائز منها مركز كينيدي الثقافي.

## روابط خارجية
- كاثرين دنهام على موقع IMDb (الإنجليزية)
- كاثرين دنهام على موقع الموسوعة البريطانية (الإنجليزية)
- كاثرين دنهام على موقع مونزينجر (الألمانية)
- كاثرين دنهام على موقع ألو سيني (الفرنسية)
- كاثرين دنهام على موقع ميوزك برينز (الإنجليزية)
- كاثرين دنهام على موقع أول موفي (الإنجليزية)
- كاثرين دنهام على موقع قاعدة بيانات برودواي على الإنترنت (الإنجليزية)
- كاثرين دنهام على موقع قاعدة بيانات الأفلام السويدية (السويدية)
- كاثرين دنهام على موقع إن إن دي بي (الإنجليزية)
- كاثرين دنهام على موقع قاعدة بيانات الفيلم (الإنجليزية)